# Rivers (Nuevo México)
Rivers es un lugar designado por el censo ubicado en el condado de Catron en el estado estadounidense de Nuevo México. En el Censo de 2010 tenía una población de 28 habitantes y una densidad poblacional de 4,82 personas por km².

## Geografía
Rivers se encuentra ubicado en las coordenadas 33°40′29″N 108°46′46″O / 33.67472, -108.77944. Según la Oficina del Censo de los Estados Unidos, Rivers tiene una superficie total de 5.81 km², de la cual 5.8 km² corresponden a tierra firme y (0.04%) 0 km² es agua.

## Demografía
Según el censo de 2010, había 28 personas residiendo en Rivers. La densidad de población era de 4,82 hab./km². De los 28 habitantes, Rivers estaba compuesto por el 92.86% blancos, el 0% eran afroamericanos, el 0% eran amerindios, el 0% eran asiáticos, el 0% eran isleños del Pacífico, el 7.14% eran de otras razas y el 0% pertenecían a dos o más razas. Del total de la población el 28.57% eran hispanos o latinos de cualquier raza.